# Alexei Petrovici (țarevici al Rusiei)
Alexei Petrovici Romanov (n. 18/28 februarie 1690, Moscova, Țaratul Rusiei – d. 26 iunie/7 iulie 1718, Fortăreața Petru și Pavel, Sankt Petersburg, Țaratul Rusiei) a fost un țarevici rus. El a fost fiul țarului Petru I și al primei sale soții, Eudoxia Lopuhina.

## Copilărie
Tânărul Alexei a fost crescut de mama sa, care i-a insuflat o atitudine de dispreț față de Petru cel Mare, tatăl lui Alexei. Relațiile lui Alexei cu tatăl său au suferit din cauza urii dintre părinții săi, fiind foarte dificil pentru el să simtă afecțiune pentru persecutorul mamei sale. De la vârsta de 6 ani până la 9 ani Alexei a fost educat de către tutorele lui, Viazemski, dar, după îndepărtarea mamei lui de către Petru cel Mare la Mănăstirea din Suzdal, Alexei a primit profesori străini, care l-au învățat istoria, geografia, matematica și limba franceză.

## Cariera militară
În 1703 Alexei a fost trimis în armată, devenind soldat într-un regiment de artilerie. În 1704 a participat la ocuparea orașului Narva. În această perioadă, profesorii țareviciului aveau opinii superlative cu privire la capacitățile sale intelectuale. Alexei avea puternice înclinații către arheologie și ecleziologie. Cu toate acestea, Petru dorea ca fiul și moștenitorul său să-și dedice viața noii Rusii și i-a cerut să muncească neîncetat pentru a menține bogăția și puterea Rusiei. Relațiile conflictuale dintre tată și fiu, pe lângă antipatiile personale mai vechi, au devenit, prin urmare, inevitabile. În plus, Alexei a fost supărat de faptul că tatăl său era prea ocupat pentru a petrece timp cu el în perioada trecerii de la copilărie la maturitate. El a fost abandonat în mâinile de preoților și boierilor reacționari, care l-au încurajat să-și urască tatăl și să-i dorească moartea.

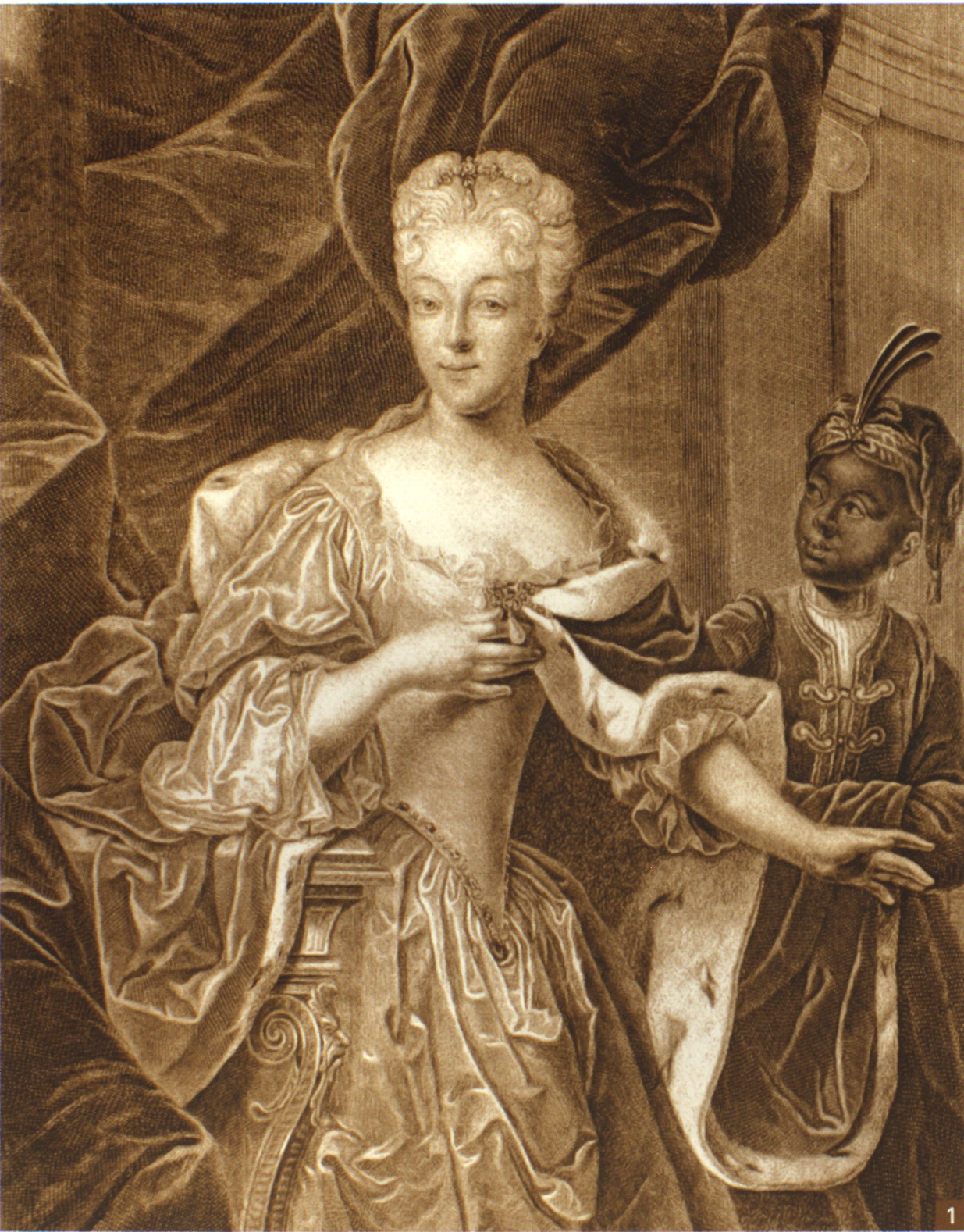
Marea Ducesă Charlotte a Rusiei

În 1708 Petru l-a trimis pe Alexei la Smolensk pentru a aduna alimente și recruți și după aceea la Moscova pentru a fortifica orașul ca să facă față atacurilor regelui Carol al XII-lea al Suediei. La sfârșitul anului 1709, Alexei a mers la Dresda pentru un an. Acolo, el și-a finalizat lecțiile de limba franceză, limba germană, matematică și fortificații. După completarea educației, Alexei s-a căsătorit cu prințesa Charlotte de Brunswick-Wolfenbüttel, a cărei familie avea legături prin căsătorii cu multe dintre marile familii din Europa (de exemplu, Elizabeth, sora Charlottei, era căsătorită cu împăratul Sfântului Imperiu Roman, Carol al VI-lea, conducătorul Monarhiei Habsburgice). Inițial Alexei ar fi refuzat căsătoria și a fost încurajat de tatăl său cel puțin să o întâlnească pe prințesă înainte de a se hotărî. Cei doi tineri s-au întâlnit și s-au plăcut, iar părinții lor au aranjat căsătoria. „De ce nu ai scris să-mi spui ce crezi despre ea?”, a scris Peter (pe un ton care poate fi ghicit), într-o scrisoare din data de 13 august 1710.
Contractul de căsătorie a fost semnat în luna septembrie. Nunta a fost celebrată la Torgau, Germania, pe 14 octombrie 1711. Unul dintre termenii contractului de căsătorie acceptat de Alexei a fost ca viitorii copii să fie crescuți în credința ortodoxă, în timp ce i s-a permis lui Charlotte să-și păstreze credința protestantă, înțelegere cu care susținătorii lui Alexei nu au fost de acord.
Căsnicia a mers bine în primele 6 luni, dar s-a transformat rapid într-un eșec. Alexei era aproape permanent beat și o considera pe soția lui „ciupită de vărsat” și „prea slabă”. El a insistat să locuiască în apartamente separate și a ignorat-o în public.
Trei săptămâni mai târziu, mirele a fost trimis în grabă de tatăl său la Toruń pentru a supraveghea înzestrarea trupelor rusești din Polonia. În următoarele douăsprezece luni Alexei s-a aflat în mod constant în mișcare. Soția lui i s-a alăturat la Toruń, în decembrie, dar în aprilie 1712 un ukaz imperativ i-a ordonat să se alăture armatei în Pomerania și în toamna aceluiași an el a fost nevoit să-și însoțească tatăl său într-un turneu de inspecție prin Finlanda. 
El a avut doi copii cu Charlotte:

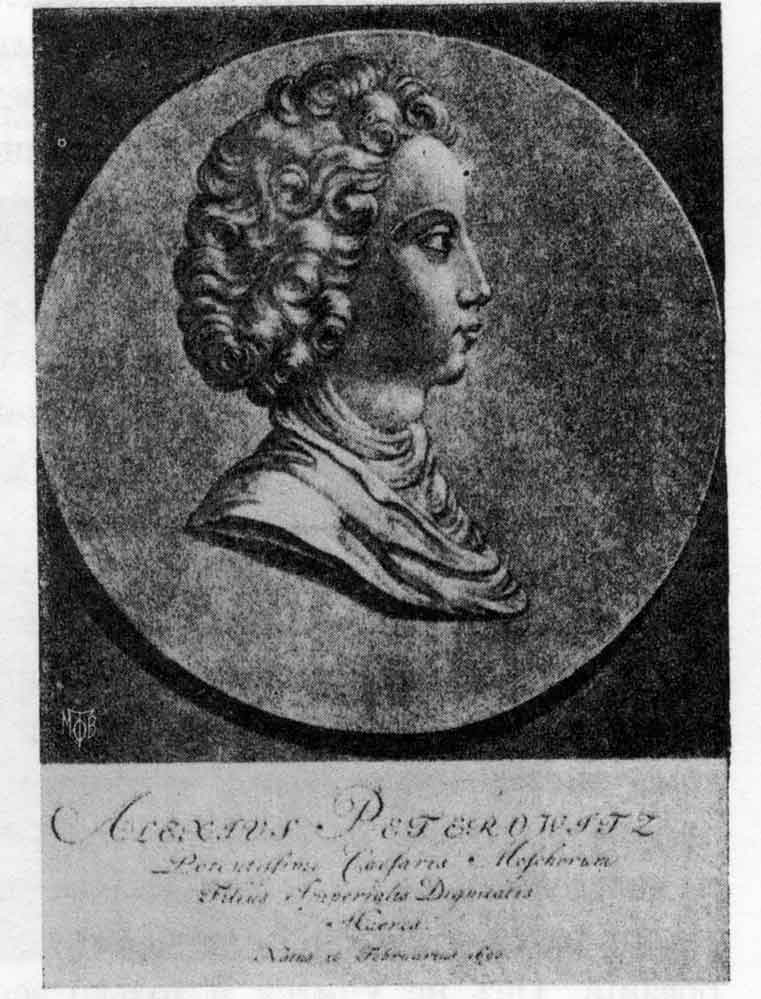
Alexei în 1703

- Natalia Alexeievna Romanova (3 martie 1714 – 3 noiembrie 1728)
- Petru Alexeevici Romanov (23 octombrie 1715 – 30 ianuarie 1730)

Petru Alexeevici i-a succedat ca împăratul Petru al II-lea în anul 1727. Prin moartea sa, în 1730, linia bărbătească directă a casei Romanov s-a stins.
După nașterea Nataliei în 1714, Alexei și-a adus în palat  metresa finlandeză Afrosinia. Unii istorici au speculat că disprețul lui pentru Charlotte s-a datorat mai mult originii ei străine, neortodoxe, decât aspectului ei. O altă persoană care l-a influențat pe țarevici a fost Aleksandr Kikin, un demnitar de rang înalt care intrase în dizgrația țarului și îi fuseseră confiscate moșiile.

## Fuga
Imediat după întoarcerea sa din Finlanda, Alexei a fost trimis de tatăl său la Staraya Russa și Lacul Ladoga pentru a supraveghea construcția noilor corăbii. Aceasta a fost ultima misiune încredințată lui, deoarece Petru nu era mulțumit de lipsa lui de entuziasm și de performanța redusă a serviciilor lui. Cu toate acestea, Petru a făcut un ultim efort pentru a-l „recupera” pe fiul său. Pe 11 octombrie 1715, Charlotte a murit, după ce a dat naștere unui fiu, marele duce Petru, viitorul împărat Petru al II-lea. În ziua funeraliilor, Petru i-a trimis o scrisoare severă lui Alexei în care-i cerea să arate interes cu privire la afacerile de stat. Țarul a amenințat să-l scoată din succesiunea la tron dacă el nu era de acord cu planurile tatălui. Alexei i-a dat un răspuns lamentabil tatălui său, oferindu-se să renunțe la succesiune în favoarea fiului său minor, Petru. Țarul a fost de acord, punând însă condiția că Alexei să devină călugăr pentru a nu reprezenta o amenințare la adresa dinastiei.
În timp ce Alexei își cântărea opțiunile, țarul Petru i-a scris din străinătate pe 26 august 1716, îndemnându-l, dacă dorea să rămână țarevici, să i se alăture lui și armatei fără întârziere. În loc să respecte acest ordin, Alexei a fugit la Viena și a cerut protecția cumnatului său, împăratul Carol al VI-lea, care l-a trimis pentru siguranța lui mai întâi la fortăreața tiroleză Ehrenberg (lângă Reutte) și apoi la castelul Sant'Elmo din Napoli. El a fost însoțit pe parcursul călătoriei sale de Afrosinia. Faptul că împăratul german îl simpatiza în mod sincer pe Alexei și îl suspecta pe țarul Petru că are intenții criminale împotriva fiului său reiese clar din scrisoare confidențială a lui către regele George I al Marii Britanii, pe care l-a consultat în această chestiune delicată. Petru s-a simțit insultat: fuga țareviciului la un potentat străin a generat un scandal, așa că el a trebuit să fie recâștigat și adus înapoi în Rusia cu toate costurile. Această sarcină dificilă i-a fost încredințată contelui Piotr Tolstoi, cel mai viclean și mai lipsit de scrupule dintre slujitorii lui Petru.

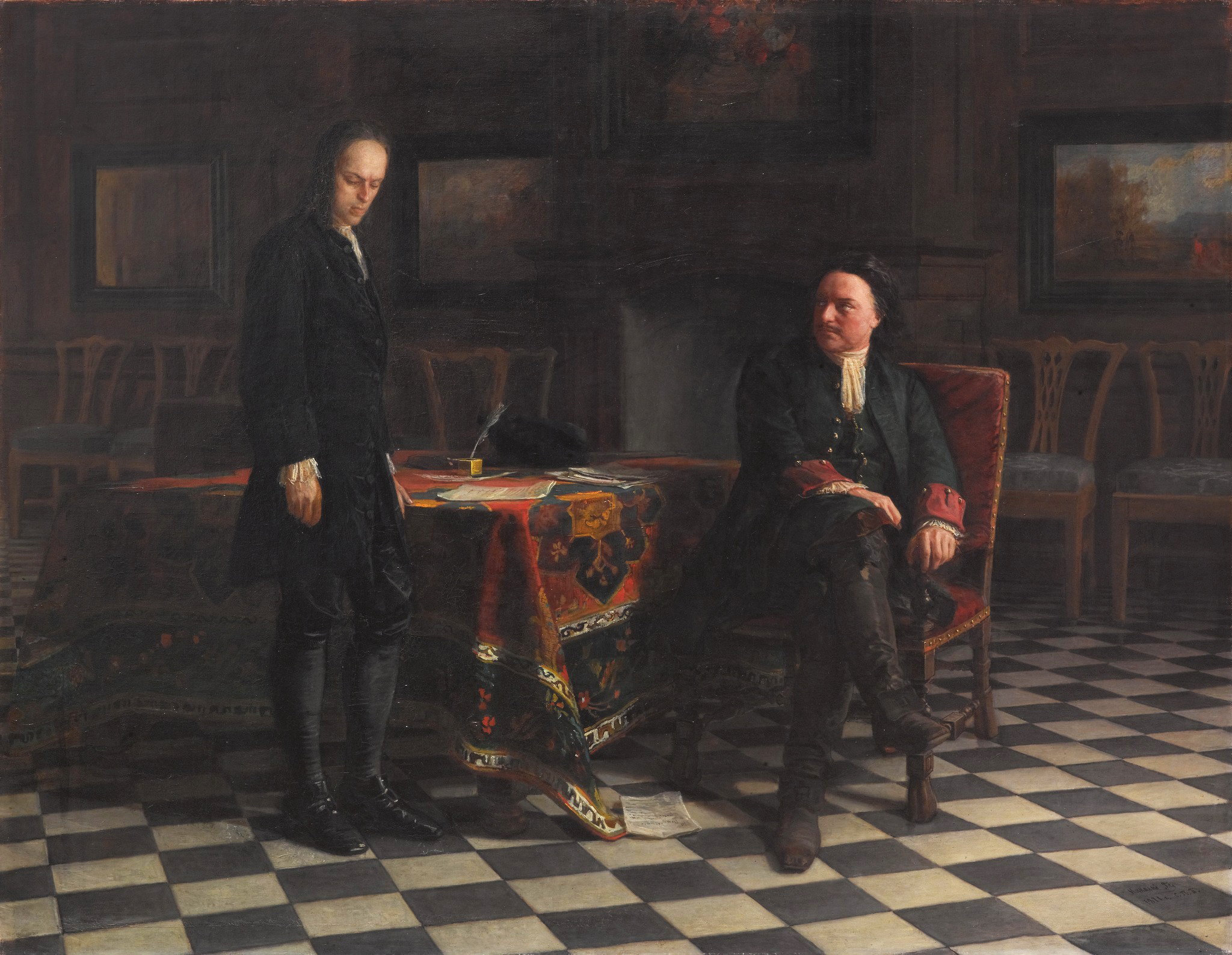
Petru I îl interoghează pe țareviciul Alexei Petrovici la Peterhof, pictură istorică realizată de Nikolai Ghe, 1871, Galeria Tretiakov, Moscova

## Întoarcerea
Alexei a fost de acord să se întoarcă doar dacă tatăl său va jura solemn că nu-l va pedepsi, ci că-l va prețui ca pe un fiu și îi va permite să trăiască în liniște pe moșiile sale și să se căsătorească cu Afrosinia.
Pe 31 ianuarie 1718, țareviciul a ajuns la Moscova. Petru era deja hotărât să realizeze o anchetă pentru a descoperi misterul fugii. Pe 18 februarie a fost stoarsă o „mărturisire” de la Alexei, care îi implica pe cei mai mulți dintre prietenii lui, și apoi el a renunțat public la succesiunea la tron în favoarea fiului său, marele duce Petru Alexeevici. A urmat un regim brutal de teroare, în cursul căreia fosta țarină Eudoxia a fost adusă cu forța de la mănăstire și judecată public pentru un presupus adulter, în timp ce toți cei care au fost prieteni cu Alexei au fost trași în țeapă sau pe roată în timp ce carnea lor era smulsă cu un clește înroșit în foc, iar spatele gol sau picioarele goale erau prăjite încet pe cărbuni aprinși până când au murit. Slujitorilor lui Alexei li s-au tăiat capetele sau limbile. Toate acestea au fost făcute pentru a-i teroriza pe reacționari și a-l izola pe țarevici.
În aprilie 1718 au fost stoarse noi mărturisiri de la Alexei. Dovezile principale au fost furnizate de Afrosinia, care a afirmat că Alexei i-ar fi spus următoarele: 
„Voi aduce înapoi oamenii vechi și voi alege singur alții noi potrivit voinței mele; când voi deveni suveran voi locui la Moscova și voi părăsi Sankt Petersburgul, pur și simplu, ca orice alt oraș; nu voi lansa nicio navă; voi menține trupe doar pentru apărare și nu voi porni război împotriva nimănui; voi fi mulțumit cu vechile domenii. În timpul iernii voi trăi la Moscova și în timpul verii la Iaroslavl.”
În ciuda acestei mărturisiri și a altor zvonuri, nu au existat fapte care să le confirme. Cea mai rea acuzație care i s-a adus împotriva lui a fost că el a dorit moartea tatălui său. În ochii lui Petru, fiul său era acum un auto-condamnat și cel mai periculos trădător, care trebuia condamnat la moarte și executat. Dar nu se putea trece atât de ușor peste faptul că tatăl său a jurat să-l ierte și să-l lase să trăiască în pace, dacă se va întoarce în Rusia. Întreaga chestiune a fost prezentată în mod solemn unei mari adunări formate din prelați, senatori, miniștri și alți demnitari pe 13 iunie 1718. Clerul, la rândul lui, a declarat că Alexei
„...și-a pus încrederea în cei care iubeau obiceiurile vechi și pe care i-a cunoscut prin intermediul discursurilor pe care le țineau în care lăudau în mod constant obiceiurile vechi și vorbeau cu dezgust despre noutățile pe care le-a introdus tatăl lui.”
Declarând jurământul ca fiind mai degrabă o chestiune civilă decât o chestiune ecleziastică, clerul a lăsat decizia în mâinile țarului.
În amiaza zilei de 24 iunie, demnitarii de la acea vreme — 126 de membri ai Senatului și magistrații care făceau parte din curtea de judecată — l-au declarat vinovat pe Alexei și l-au condamnat la moarte. Torturarea lui a continuat însă pentru că țarul Petru era disperat să-i descopere pe toți posibilii complici.
Pe 19 iunie, țareviciul slab și bolnav a primit douăzeci și cinci de lovituri cu cnutul și apoi, pe 24 iunie, a primit mai mult de cincisprezece. Pe 26 iunie, Alexei a murit în fortăreața Petru și Pavel din Sankt Petersburg, la două zile după ce senatul l-a condamnat la moarte pentru conspirație împotriva tatălui său, în care spera să-i atragă pe oamenii de rând și pe cumnatul său, împăratul german.